# Ребане, Томас Карлович
То́мас Ка́рлович Ребане́ (при рождении Тоо́мас-Э́рик; 13 апреля 1930, Пярну — 11 декабря 2012, Санкт-Петербург) — советский и российский физик, доктор физико-математических наук, профессор.

## Биография
В 1949 году окончил школу с золотой медалью и поступил на физический факультет Ленинградского государственного университета. За успехи в учебе был удостоен стипендии им. О. Д. Хвольсона. В 1954 году окончил университет с отличием и был оставлен в аспирантуре, работал в Физическом институте имени П. Н. Лебедева АН СССР в Москве. В 1958 году защитил кандидатскую диссертацию и был оставлен при кафедре теоретической физики в качестве преподавателя. В 1965 году защитил докторскую диссертацию на тему «Теория магнитных свойств диамагнитных молекул и вариационные принципы теории возмущений». В 1976—2012 годах был сотрудником кафедры квантовой механики. Также являлся заведующим лабораторией атомов и молекул кафедры квантовой механики.

### Семья
- Жена — Валентина Николаевна Ребане (1931—2006)[3], физик-оптик, доктор физико-математических наук, сотрудник физического факультета ЛГУ.
  - Сын — Юрий Тоомасович Ребане, физик-теоретик, кандидат физико-математических наук.
  - Дочь — Ирина Тоомасовна Ребане.
- Брат — Карл Карлович Ребане (1926—2007), советский и эстонский физик, президент Академии наук Эстонской ССР.

## Научная деятельность
Научные интересы Ребане охватывали многие области теории атомов и молекул. Широко известны его работы по теории магнетизма, включая общую теорию электронного вклада во вращательный и колебательный магнитный момент молекул, оригинальный метод вычисления магнитной восприимчивости путем варьирования калибровки векторного потенциала, исследования магнетизма систем с сопряженными связями. Фундаментальное значение имеет полученное Ребане доказательство возможности парамагнетизма молекул с замкнутой электронной оболочкой. Ребане разработал новые приближенные методы расчёта состояний атомно-молекулярных систем (модифицированное адиабатическое приближение, использование комплексных базисных орбиталей в вариационных расчетах систем с небольшим числом электронов и другие). Комбинируя следствия из основополагающих теорем квантовой механики (выпуклость энергии основного состояния, теорема Гельмана — Фейнмана, масштабная ковариантность), Ребане получил оценки области стабильности экзотических атомов и молекул (мезомолекулы, позитрон-содержащие системы и проч.). Признание получила созданная им совместно с В. Н. Ребане и А. Г. Петрашенем единая теория столкновительной релаксации атомных состояний в газах.
Является автором более 350 научных работ. Под его руководством было защищено десять кандидатских и две докторские (П. А. Браун и А. Г. Петрашень) диссертации.

## Признание
- 1985 — Первая премия Ленинградского университета за цикл работ по единой теории столкновительной релаксации атомных состояний в газах.